# Paola Egonu
Paola Ogechi Egonu (Cittadella, 18 dicembre 1998) è una pallavolista italiana, opposto della Pro Victoria.

## Biografia
Nasce a Cittadella da genitori di nazionalità nigeriana. Il padre Ambrose, prima di emigrare in Italia, faceva il camionista a Lagos, mentre la madre Eunice era infermiera a Benin City; ha una sorella e un fratello, Angela e Andrea. Anche la cugina Terry Enweonwu è pallavolista.
Nel 2014 ha ottenuto la cittadinanza italiana, dopo il rilascio al padre del passaporto italiano.
Nel novembre 2018, in un'intervista al quotidiano Corriere della Sera, fa coming out, rivelando di essere fidanzata con una ragazza, che l'ha consolata a seguito della sconfitta al campionato mondiale 2018: la ragazza in questione si rivelerà poi essere la pallavolista Katarzyna Skorupa. In seguito è stata legata per qualche mese al pallavolista polacco Michał Filip, dichiarandoː «A me piacciono le persone, il genere conta poco. Non mi chieda se è un uomo o una donna, non ha importanza. Sono innamorata». Dal 2023 ha una relazione con il pallavolista Leonardo Puliti.
Fuori dal campo, nel 2020 doppia la voce del personaggio Sognaluna, nel film d'animazione Soul, prodotto da Disney e Pixar. Nella stagione 2021-22 è una delle conduttrici de Le Iene.
Il 9 febbraio 2023 è stata la co-conduttrice, insieme ad Amadeus e Gianni Morandi, della terza serata del Festival di Sanremo.

## Carriera

### Club
Ha incominciato a muovere i primi passi nella realtà pallavolistica locale di Cittadella. Nella stagione 2013-14 entra a far parte della squadra federale del Club Italia, in Serie B1: con lo stesso club, a cui resta legata per un totale di quattro annate, gioca, nella stagione 2014-15, in Serie A2 e, in quella 2015-16, in Serie A1; durante la terza giornata del campionato 2016-17 realizza, contro il San Casciano, un totale di 46 punti, miglior score di sempre in Serie A1.
Nella stagione 2017-18 viene ingaggiata dall'AGIL di Novara, sempre in Serie A1, aggiudicandosi la Supercoppa italiana 2017, due Coppe Italia, venendo premiata nell'edizione 2017-18 come MVP, e la Champions League 2018-19, terminata anch'essa con il riconoscimento individuale quale migliore giocatrice.
Nell'annata 2019-20 si accasa all'Imoco di Conegliano, sempre in Serie A1, conquistando tre Supercoppe italiane, il campionato mondiale per club 2019, vincendo in entrambi i casi il premio di MVP, tre Coppe Italia, premiata come MVP nell'edizione 2020-21 e 2021-22, due scudetti e la Champions League 2020-21, anche in queste due ultime competizioni premiata come MVP: nel corso di gara 1 dei play-off scudetto della stagione 2020-21 realizza 47 punti, migliorando il record, che già le apparteneva, di punti realizzati da una giocatrice in una singola partita di Serie A1.
Dopo un triennio in Veneto, per la stagione 2022-23 si trasferisce per la prima volta fuori dall'Italia, precisamente in Turchia, dove disputa la Sultanlar Ligi con la maglia del VakıfBank, aggiudicandosi la Coppa di Turchia e la Champions League, insignita, in entrambi i casi, del premio come miglior giocatrice del torneo. Nella stagione seguente torna a calcare i campi della Serie A1 con la Pro Victoria.

### Nazionale
Nel 2015 fa parte della nazionale italiana under 18, con cui vince la medaglia d'oro al campionato mondiale 2015, ottenendo anche il premio come MVP. Tra il 2014 e il 2016 è convocata nella nazionale under 19 e under 20, vincendo, con quest'ultima, il bronzo al campionato mondiale 2015.
Nel 2015 ottiene le prime convocazioni nella nazionale maggiore italiana, con cui, nel 2017, vince la medaglia d'argento al World Grand Prix, mentre, nel 2018, conquista la medaglia d'argento al campionato mondiale, competizione in cui viene eletta miglior opposto. Un anno dopo, al campionato europeo, ottiene la medaglia di bronzo. Nel 2021 viene scelta come portabandiera della bandiera olimpica per la cerimonia di apertura dei Giochi della XXXII Olimpiade di Tokyo, manifestazione durante la quale esce ai quarti di finale; nello stesso anno ottiene la medaglia d'oro al campionato europeo, risultando essere anche la miglior giocatrice. Nel 2022 vince la medaglia d'oro alla Volleyball Nations League, venendo riconosciuta sia come miglior opposto che come MVP, seguita dal bronzo al campionato mondiale, mentre nel 2024 mette al collo l'oro alla Volleyball Nations League e ai Giochi della XXXIII Olimpiade di Parigi, in entrambi i casi riconosciuta MVP e miglior opposto. Nel 2025 vince nuovamente l'oro alla Volleyball Nations League e premiata ancora come miglior opposto.

## Palmarès

### Club
- Campionato italiano: 2

2020-21, 2021-22
- Coppa Italia: 5

2017-18, 2018-19, 2019-20, 2020-21, 2021-22
- Coppa di Turchia: 1

2022-23
- Supercoppa italiana: 4

2017, 2019, 2020, 2021
- Campionato mondiale per club: 1

2019
- CEV Champions League: 3

2018-19, 2020-21, 2022-23

### Nazionale (competizioni minori)
- Campionato mondiale under 18 2015
- Campionato mondiale under 20 2015
- Montreux Volley Masters 2018

### Premi individuali
- 2015 - Campionato mondiale under 18: MVP
- 2015 - Campionato mondiale under 18: Miglior schiacciatrice
- 2018 - Coppa Italia: MVP
- 2018 - Montreux Volley Masters: MVP
- 2018 - Campionato mondiale: Miglior opposto
- 2019 - Champions League: MVP
- 2019 - Supercoppa italiana: MVP
- 2019 - Campionato mondiale per club: MVP
- 2021 - Coppa Italia: MVP
- 2021 - Serie A1: MVP
- 2021 - Champions League: MVP
- 2021 - Campionato europeo: MVP
- 2021 - CEV: Giocatrice dell'anno
- 2022 - Coppa Italia: MVP
- 2022 - Serie A1: MVP
- 2022 - Volleyball Nations League: MVP
- 2022 - Volleyball Nations League: Miglior opposto
- 2023 - Coppa di Turchia: MVP
- 2023 - Champions League: MVP
- 2024 - Volleyball Nations League: MVP
- 2024 - Volleyball Nations League: Miglior opposto
- 2024 - Giochi della XXXIII Olimpiade: MVP
- 2024 - Giochi della XXXIII Olimpiade: Miglior opposto
- 2025 - Champions League: Miglior opposto[34]
- 2025 - Volleyball Nations League: Miglior opposto